# لادیسلاف هخت
لادیسلاف هخت (تلفظ چکی: [ˈladɪslaf ˈɦɛxt]; مجاری: Hecht László [ˈhɛkt ˈla:slo:] زاده ۳۱ اوت ۱۹۰۹ درگذشته ۲۷ مهٔ ۲۰۰۴) یک تنیس‌باز اهل ایالات متحده آمریکا بود.